# Hôpital Sainte-Périne – Rossini – Chardon-Lagache
Hôpital Sainte-Périne – Rossini – Chardon-Lagache je veřejná fakultní nemocnice v Paříži.
Zařízení je součástí Assistance publique – Hôpitaux de Paris a slouží jako výuková nemocnice Univerzity Versailles Saint Quentin en Yvelines. Specializuje se na geriatrii.
Byla založena v roce 1807.